# Scrapter flavostictus
Scrapter flavostictus är en biart som beskrevs av Cockerell 1934. Scrapter flavostictus ingår i släktet Scrapter och familjen korttungebin.